# Warpata
Warpata (nep. वरपाटा) – gaun wikas samiti w zachodniej części Nepalu w strefie Seti w dystrykcie Doti. Według nepalskiego spisu powszechnego z 2001 roku liczył on 678 gospodarstw domowych i 3908 mieszkańców (1957 kobiet i 1951 mężczyzn).